# Diffusion de neutrons aux petits angles
La diffusion de (des) neutrons aux petits angles ou DNPA (en anglais : small-angle neutron scattering ou SANS) est une technique expérimentale qui utilise la diffusion élastique de neutrons à de petits angles de diffusion pour étudier la structure de diverses substances à une échelle mésoscopique d’environ 1 à 100 nm.
La diffusion des neutrons aux petits angles est à bien des égards très similaire à la diffusion des rayons X aux petits angles (en anglais : small-angle X-ray scattering ou SAXS) ; les deux techniques sont conjointement appelées diffusion aux petits angles (en) (SAS). La caractéristique la plus importante de la méthode SAS est son potentiel pour l’analyse de la structure interne des systèmes désordonnés, et souvent l’application de cette méthode est un moyen unique d’obtenir des informations structurelles directes sur des systèmes avec une disposition aléatoire des inhomogénéités de densité à de telles échelles. Les avantages du SANS par rapport au SAXS sont sa sensibilité aux éléments légers, la possibilité de marquage isotopique et la forte diffusion par les moments magnétiques.

## Technique
Au cours d’une expérience SANS, un faisceau de neutrons est dirigé vers un échantillon, qui peut être une solution aqueuse, un solide, une poudre ou un cristal. Les neutrons sont diffusés élastiquement par interaction nucléaire avec les noyaux ou par interaction avec le moment magnétique d'électrons non appariés. Dans la diffusion des rayons X, les photons interagissent avec le nuage électronique, de sorte que plus l'élément est lourd, plus l'effet est important. Dans la diffusion des neutrons, les neutrons interagissent avec les noyaux et l'interaction dépend de l'isotope ; certains éléments légers comme le deutérium présentent une section efficace de diffusion similaire à celle des éléments lourds comme le plomb.
Dans la théorie dynamique de la diffraction d’ordre zéro, l’indice de réfraction est directement lié à la densité de longueur de diffusion et est une mesure de la force de l’interaction d’une onde neutronique avec un noyau donné. Le tableau suivant donne la longueur de diffusion des neutrons (en) pour quelques éléments chimiques (en 10−12 cm).
| H       | D      | C      | N     | O      | P     | S      |
| ------- | ------ | ------ | ----- | ------ | ----- | ------ |
| −0,3742 | 0,6671 | 0,6651 | 0,940 | 0,5804 | 0,517 | 0,2847 |

On remarquera que les valeurs des longueurs de diffusion sont du même ordre de grandeur. Un autre point important est que la diffusion de l’hydrogène est distincte de celle du deutérium. De plus, l’hydrogène est l’un des rares éléments à avoir une longueur de diffusion négative, ce qui signifie que les neutrons déviés par l’hydrogène sont déphasés de 180° par rapport à ceux déviés par les autres éléments. Ces caractéristiques sont importantes pour la technique de variation du contraste (voir ci-dessous).

### Variantes
Le SANS utilise généralement la collimation du faisceau de neutrons pour déterminer l’angle de diffusion d’un neutron, ce qui se traduit par un rapport signal/bruit de plus en plus faible pour les données qui contient des informations sur les propriétés d’un échantillon à des échelles de longueur relativement longues, au-delà de ~1 μm. La solution traditionnelle consiste à augmenter la luminosité de la source, comme dans la diffusion de neutrons aux ultra petits angles (en anglais : ultra-small angle neutron scattering ou USANS). Comme alternative, la diffusion de neutrons aux petits angles par écho de spin (en anglais : spin-echo small angle neutron scattering ou SESANS) a été introduite, en utilisant l’écho de spin neutronique pour suivre l’angle de diffusion, et en élargissant la gamme d’échelles de longueur qui peuvent être étudiées par diffusion de neutrons bien au-delà de 10 μm.
La diffusion aux petits angles en incidence rasante (en anglais : grazing-incidence small-angle scattering ou GISANS) combine les idées du SANS et de la réflectométrie aux neutrons.